# Batchyia Village
Batchyia Village es una villa de Trinidad y Tobago, que forma parte de la región de Penal-Debe.

## Geografía
La villa abarca parte de la isla Trinidad y limita al norte con Tulsa Village, al sur con San Francique, Charlo Village y Penal, al este con Penal y al oeste con Tulsa Village y San Francique.

## Demografía
Datos demográficos de la villa de Batchyia Village:
| Gráfica de evolución demográfica de Batchyia Village entre 2000 y 2011 |
|                                                                        |